# Intelligence and Violence
Intelligence and Violence è un EP del gruppo Insane Clown Posse.

## Tracce
1. Intro – 2:02
2. Intelligence & Violence – 3:28
3. Wizard of Delray – 4:02
4. Violent J's The Mack – 3:58
5. Gangsta Codes – 6:50
6. Inner City Posse (Interlude) – 1:29
7. Gangsta Times – 3:30
8. Somethin' To Say – 4:32
9. Violent Crimes – 6:23
10. D-Day – 2:44